# Nikki Snel
Nikki Snel, née le 13 août 1993 à Gand, est une gymnaste acrobatique belge.

## Carrière
Elle remporte une médaille d'or en duo féminin statique et une médaille d'argent en duo féminin général aux Championnats d'Europe de gymnastique acrobatique 2013 et une médaille d'or en duo féminin aux Championnats du monde de gymnastique acrobatique 2014.